# Діанра
Діанра — місто й комуна в департаменті Манконо (Mankono), район Вороба (Région du Worodougou), центральний Кот-д'Івуар.